# NGC 3386
NGC 3386 ist eine elliptische Galaxie vom Hubble-Typ E im Sternbild Sextant. Sie ist schätzungsweise 452 Millionen Lichtjahre von der Milchstraße entfernt.
Das Objekt wurde am 9. April 1828 von John Herschel entdeckt.